# Grupa Skifflowa No To Co
Grupa Skifflowa No To Co – polski zespół wokalno-instrumentalny, łączący polski folklor z muzyką skifflową i bigbitem.

## Historia
Grupa została utworzona w lipcu 1967 roku w Łodzi. Jej założycielami byli Piotr Janczerski, były wokalista zespołu Niebiesko-Czarni i Jerzy Krzemiński, były wokalista i instrumentalista zespołu Trubadurzy. Zespół, jeszcze bez nazwy, debiutował 5 grudnia 1967 roku w programie telewizyjnym „Po szóstej”. W ogłoszonym wtedy konkursie, spośród kilku tysięcy nadesłanych propozycji wybrano nazwę „Grupa Skifflowa No To Co” (od 1970 roku – „No To Co i Piotr Janczerski”). Od stycznia 1968 roku grupa rozpoczęła występy estradowe na terenie całego kraju, a także koncertowała m.in. we Francji, Kanadzie, USA, RFN, Wielkiej Brytanii i krajach socjalistycznych. W grudniu grupa wraz z Alibabkami wystąpiła w programie telewizyjnym Hej, kolęda deska (reż. Ewa Bonacka), który pokazywany był w styczniu i lutym 1969 roku w wielu miastach Polski, a na przełomie roku 1969 i 1970 w Stanach Zjednoczonych i Kanadzie.
Lata 1968–1970 to najlepszy okres w dziejach No To Co. Zespół zdobywał główne nagrody, m.in. na VI KFPP w Opolu w 1968 roku za piosenkę „Po ten kwiat czerwony”. Na tym festiwalu furorę, choć bez nagrody, zrobił utwór „Te opolskie dziouchy”. Następne nagrody przyszły rok później – na III FPŻ w Kołobrzegu, V Festiwalu Bratysławska Lira i festiwalu Folk Country w Pradze. Zespół występował również na festiwalu w Sopocie, na I Europejskim Festiwalu Muzyki Rozrywkowej w Rzymie i na targach Midem w Cannes. 12 czerwca 1969 roku otrzymał Złotą Płytę za album Nikifor.
Z myślą o zagranicznym rynku No To Co nagrało singiel oraz album So What dla CBS. Wiosną 1970 roku grupa wzięła udział w programie telewizyjnym Jutro teleturniej miast, a następnie w widowiskach: No To Co na przedmieściu; Przyśpiewki ludowe i Te opolskie dziouchy – przeboje No To Co. Wystąpiła także w filmie Milion za Laurę (reż. Hieronim Przybył, premiera 1971-06-08). Fragment widowiska muzycznego pt. Zielona Łączka zaprezentowano na IX KFPP w Opolu (1971).

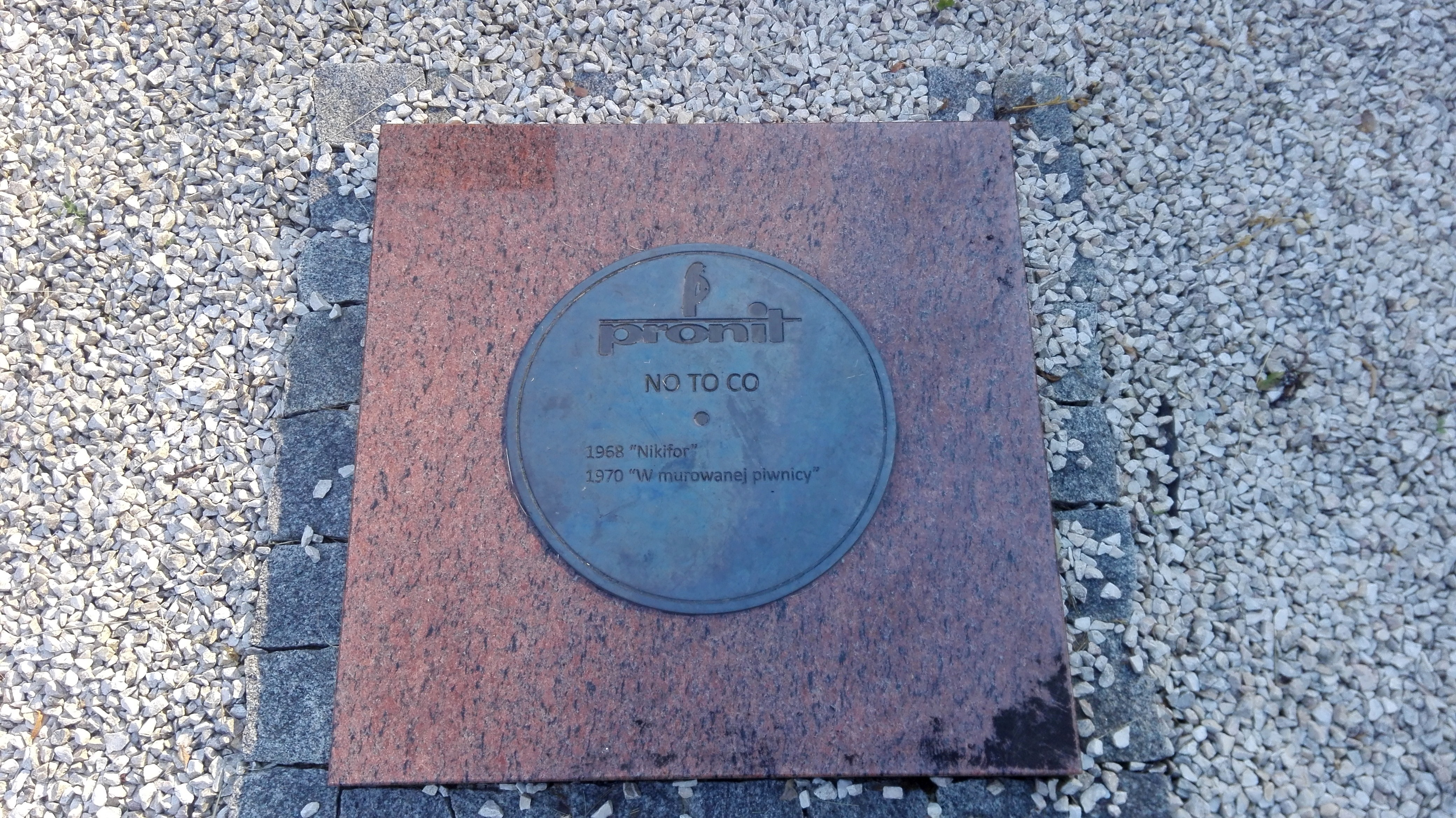
Upamiętnienie zespołu

Po odejściu Jerzego Grunwalda pod koniec 1970 roku i Piotra Janczerskiego rok później zespół, mimo zmiany brzmienia na bardziej rockowe, zaczął tracić popularność. W 1971 roku dołączył do grupy Edward Jugo, a w 1974 roku Rybińskiego zastąpił basista Czesław Mogiliński (były członek zespołu Andrzej i Eliza). Kierownikiem grupy został Jerzy Krzemiński. W latach 1972–1974 zespół koncertował w Bułgarii, NRD, ZSRR i Szwecji i pojawił się w filmie Awans (reż. Janusz Zaorski, premiera 1975-03-30). Grupa występowała również na Festiwalu Piosenki Radzieckiej w Zielonej Górze. W styczniu 1977 roku miejsce Krzemińskiego zajął Michał Potępa (były członek zespołu Kanon Rytm), a kierownictwo grupy objął Bogdan Borkowski. Zespół No To Co zrealizował program z okazji swego 13-lecia. Po Michale Potępie przez 5 miesięcy gitarzystą był Grzegorz Kuczyński (poprzednio w A propos), który brał udział w wielu koncertach grupy i nagrywał materiał w Polskim Radiu Łódź. Nagrania te realizował Michał Targowski. Ostatecznie zespół zakończył działalność w 1980 roku.
Menedżerem grupy był Stanisław Cejrowski.
Latem 1993 roku doszło do reaktywacji grupy w oryginalnym składzie, lecz bez Jerzego Grunwalda. 21 września 1993 roku wyruszyła ona w trasę koncertową No To Co – Tour of Poland ’93. W kolejnych latach formacja zbierała się na koncerty w Polsce i za granicą. Bogdan Borkowski zmarł w Chicago 26 marca 2007 roku. W 2010 roku grupę opuścił Jerzy Krzemiński. Gościnnie z zespołem występował jego założyciel, Piotr Janczerski.
W 2017 roku zespół wystąpił na 54 KFPP w Opolu świętując pięćdziesięciolecie działalności.

## Muzycy zespołu
- Piotr Janczerski – śpiew (1967–1971, 1993, 2010–2017 gościnnie)
- Jerzy Krzemiński – śpiew, gitara (1967–1977, 1993–2010)
- Jerzy Grunwald – śpiew, gitara (1967–1970)
- Bogdan Borkowski – śpiew, gitara, banjo, harmonijka ustna (1967–1980, 1993–2007)
- Jan Stefanek – śpiew, skrzypce, flet, saksofon, pianino, organy (1967–1980, 1993–2014)
- Jerzy Rybiński – śpiew, gitara basowa (1967–1974, 1993–)
- Aleksander Kawecki – śpiew, perkusja (1967–1980, 1993–)
- Edward Jugo – instrumenty perkusyjne (1971–1980)
- Czesław Mogiliński – śpiew, gitara basowa (1974–1980)
- Michał Potępa – śpiew, gitara (1977–1980)
- Elżbieta Jagiełło – śpiew (1977–1980)
- Dariusz Król – instrumenty klawiszowe (1993–?)
- Urszula Błaszczyńska – śpiew (1993–?)
- Irena Gałązka – śpiew (1993–?)
- Daria Pakosz – śpiew (1993–?)
- Tomasz Butrym – instrumenty klawiszowe (2006)
- Zbigniew Brzeziński – śpiew, gitara, gitara akustyczna (2010–)
- Michał Makulski – instrumenty klawiszowe, akordeon, śpiew (2010–)
- Grzegorz Kuczyński – gitara (1980)
- Janusz Nastarowicz – gitara,wokal (2012–)

## Dyskografia
- Nikifor (1968)
- W murowanej piwnicy (1969)
- Cztery pory roku (1970)
- Zielona łączka (1971)
- So what (1971)
- Kolędowe śpiewanki (1975)
- Tour of Poland '93 (1993)
- The best of – vol. 1 (1995)
- Złote przeboje (1999)
- Gdybym miał forsę (2006)
- 45 RPM – Kolekcja singli i czwórek (2007)
- 40 przebojów (2013) 2 CD
- 50 Lat (2017) singiel

## Nagrania radiowe
1967:
„Gwiazdka z nieba”, „Gdy chciałem być żołnierzem”, „Z tamtej strony lądu”;
1968:
„Grająca szafa”, „Droga bez celu”, „Świeci się Warszawa”, „Inne kwiaty”, „Kocham swoje miasto”, „Wiązanka góralska”, „Żaba rechoce”, „Szedł chłop z roboty”, „Z tamtej strony lądu”, „Kogut i kokoszka”, „Hulaj się bujaja”, „Ty chłopaku gładki”, „Tańcowała ryba z rakiem”, „Tańcowala Magdalena”, „Franek-lodziarz”, „Ptaki, pola, lasy”, „Wiejski koncert”, „Patrzajta ludziska”, „Kowalscy, Kowalscy”;
1969:
„Pod okienkiem”, „Odejdą w czas miniony”, „Z soboty na niedzielę”, „W naszej wiosce uciechy”, „Gdy się żenił wiatr z chmurami”, „Hej, bystra woda”, „Mój stary dom”, „Lubię patrzeć w twoje oczy”, „A ja lubię defilady” [„Defilady”];
1970:
„Rozśpiewane wojsko”, „Przez zielone, jare żytko”, „Ach Franka, Franka”, „Najpiękniejsza jest moja ojczyzna”, „Chlebem i solą”, „Wieki minione”, „Sugar, Sugar”, „Here Comes The Sun”, „Wczoraj nieznajomi, jutro zakochani”, „Tell Me Now, Tell Me Why” [„Lubię patrzeć w twoje oczy”], „Flowers” [„Inne kwiaty”];
1971:
„Wojskowe wakacje”, „Mała spikerka”;
1972:
„Dimi”, „Blednie noc”, „Pilnuj swoich spraw”, „Nie płacz synku najmileńszy”, „Poszedłem górą”, „Taki czas” [„Piękny czas”], „Widzę cię w zieleni pól”, „Czerwona ruta”, „Igraszki księżycowe”, „Noc”, „Jesień bez deszczu”, „Chciałbym kiedyś wrócić”, „Gdy gaśnie dzień”;
1974:
„Daj mi długą noc”;
1975:
„By tobie człowieku”, „Kocham cię jak za dawnych lat”, „Po zielonej trawie piłka goni”, „I nic więcej nie chcę już”, „My kibice”;
1978:
„Długa jest droga do złota”, „Nie pamięta dziś nikt”, „W Bukowinie na klinie”;
1980:
„Na wiejskim podwórku”, „Przemijania nie powstrzymasz”, „Przegraliśmy jedno lato”, „Między tobą, a mną”, „Tylko ty i nikt więcej”, „Nowy smak”, „Zostań i tańcz”, „Kantyczki nożowskie”;
1993:
„Żegnaj kochanie”, „Płomień, ptak, promień”, „Ziemia malwy”.

## Piosenki z repertuaru Grupy Skifflowej No To Co
- „Po ten kwiat czerwony” (sł. i muz. Bronisław Brok, muzyka Jerzy Wasowski)
- „My kibice (Po zielonej trawie piłka goni)”
- „Te opolskie dziouchy” (słowa i muzyka ludowe)
- „Hej Bystra Woda” (słowa i muzyka ludowe)
- „Ach Franka, Franka” (słowa Ewa Bonacka, muzyka Ryszard Sielicki)
- „Kocham swoje miasto”
- „Nikifor”
- „Mój stary Dom”
- „Gdy chciałem być żołnierzem” (słowa P. Janczerski, muzyka Zbigniew Podgajny)
- „Gwiazdka z nieba”
- „Ballada o kataryniarzu”
- „Ptaki, Pola, Lasy” (sł. Piotr Janczerski, muzyka A. Kawecki)
- „Najpiękniejsza jest moja ojczyzna”
- „Po zielonej trawie piłka goni” (sł. i muz. Ludwik Jerzy Kern, muzyka A. Kawecki)
- 50 lat (muz. Łukasz Gorczyca i Paweł Pękalski, sł. A.Środa – Pękalska)

## Nagrody
1968:
- VI Krajowy Festiwal Piosenki w Opolu, nagrody główne za „Po ten kwiat czerwony”;

1969:
- III Festiwal Piosenki Żołnierskiej w Kołobrzegu, nagroda dziennikarzy za „Gdy chciałem być żołnierzem”, wyróżnienie za „Pod okienkiem”;
- Złota Płyta za album Nikifor;
- Nagroda Państwowa III stopnia, za „propagandę polskiego folkloru i za twórcze wykorzystanie rodzimej muzyki ludowej”.